# Kitchinův cyklus
Kitchinův cyklus (podle Josepha Kitchina 1923) určuje čas vrcholu a dna hospodářského cyklu. Je dán změnami v zásobách a v rozpracované výrobě. Kontrakce se projevuje v rozsahu 36-40 měsíců. Je nejkratším druhem podnikatelského cyklu produktů.
Dalšími badateli ve výzkumu ekonomických cyklů byli:
- Clément Juglar (r. 1860) pozoroval cca desetiletý cyklus
- Kuznets: přibližně dvacetiletý cyklus
- Kondraťjev: cca 48-60letý cyklus
- Edward R. Dewey: 9-6 let bývá nazýváno jako Deweyova perioda